# Mobile (Schiff, 1969)
Die USS Mobile (LKA-115) war ein im September 1969 in Dienst gestelltes amphibisches Angriffsschiff der United States Navy. Sie gehörte der insgesamt aus fünf Einheiten bestehenden Charleston-Klasse an und erlangte vor allem durch ihre Einsätze im Vietnamkrieg Bekanntheit. 1991 diente das Schiff zudem im Zweiten Golfkrieg. Im Februar 1994 wurde die Mobile nach knapp 25 Dienstjahren ausgemustert und befand sich seitdem in der Reserveflotte in Philadelphia. 2023 erfolgte der Abbruch in Brownsville.

## Geschichte
Die Mobile wurde am 15. Januar 1968 als dritte Einheit der Charleston-Klasse in der Werft von Newport News Shipbuilding auf Kiel gelegt und lief am 19. Oktober 1968 vom Stapel. Die Indienststellung des Schiffes erfolgte am 20. September 1969 unter dem Kommando von Captain Samuel Lorenz junior. Namensgeber ist die Stadt Mobile im Bundesstaat Alabama.
Von 1970 bis 1975 nahm die Mobile an mehreren Einsätzen während des Vietnamkriegs teil. Unter anderem war sie im April 1975 Teil der Operation Frequent Wind zur Evakuierung der südvietnamesischen Hauptstadt Saigon.
Ab Ende der 1970er Jahre war das Schiff wie die anderen Einheiten der Charleston-Klasse mehrere Jahre lang inaktiv, ehe 1982 die Reaktivierung der Klasse erfolgte. In den folgenden Jahren nahm die Mobile an Übungseinsätzen teil. Ein weiterer aktiver Diensteinsatz des Schiffes folgte ab Januar 1991 im Zweiten Golfkrieg, wo es mit 17 weiteren Einheiten eine Amphibious Task Force bildete, bei der es sich um die größte Flotte der United States Navy seit dem Koreakrieg handelte.
Am 4. Februar 1994 wurde die Mobile nach einer knapp 25 Jahre andauernden Dienstzeit ausgemustert und in die Reserveflotte der Naval Inactive Ship Maintenance Facility in Philadelphia überführt. Am 31. August 2015 folgte die Streichung aus dem Naval Vessel Register. Die Mobile wurde im September 2023 nach fast 30 Jahren Liegezeit zum Abbruch ins texanische Brownsville geschleppt, wo sie am 12. Oktober eintraf.
Für ihre Einsätze im Vietnamkrieg und dem Zweiten Golfkrieg wurde die Mobile mehrfach ausgezeichnet. Unter anderem erhielt sie insgesamt vier Campaign Stars.